# Binneberg
Binneberg är en kyrkby i Binnebergs socken i Skövde kommun som ligger mellan Skövde och Mariestad. Binnebergs tingshus anlades på 1700-talet för Binnebergs och Valla tingslag. Tingshuset används numera för utställningar.
Binnebergs kyrka är från slutet av 1100-talet.
Ån Ösan rinner strax utanför Binneberg.

## Upproret 1710
1709 kollapsade den svenska stormakten under slaget vid Poltava och en överväldigande del av den svenska, manliga och till krig dugliga befolkningen var nu döda eller förpassade till invaliditet. Försök gjordes att skrapa ihop resten av Sveriges manfolk för att fylla leden.
1 mars 1710 infann sig 12-årige Johan Larsson, 60-årige Måns Nilsson, krymplingen Brynte Larsson och deras gelikar vid Binnebergs nybyggda tingshus. Tanken var dock inte att låta sig föras ut i nya krig. Rättegångsprotokollen berättar att bönderna var "wärre än till arghet och ondsko opretade Lejon, Biörnar och Wiildswin".
Landshövdingen och andra av kungens män lyckades undkomma den indignerade bondemassan, men kronofogde Johan Olofsson Warenberg undkom inte sitt öde, och ska enligt legenden blivit, av Swen i Korterud, spetsad genom munnen medels ett spjut; "Då skall du här få oblaten!". Karl XII fick inga västgötasoldater den dagen, men sedvanlig hämnd följde på upproret:  massavrättningar, spöstraff och tortyr. 
När Gustaf VI Adolf företog sin eriksgata genom landet 1951 begärde han, till arrangörernas förvåning, att få besöka den lilla orten Binneberg i Västergötland.